# میان‌نویس

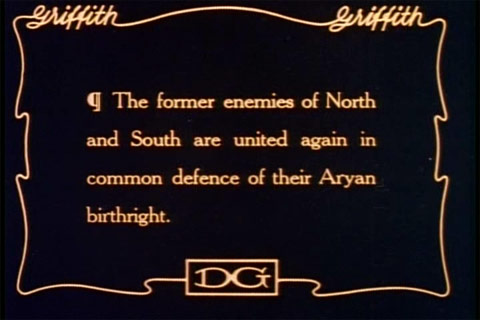
میان‌نویس در تولد یک ملت (۱۹۱۵)

میان‌نویس (انگلیسی: Intertitle یا title card) که گاه میان‌نوشته، عنوانِ میانی یا نوشتهٔ میانی هم گفته می‌شود، نوشته‌ای است که در فاصلهٔ بین نماهای فیلم، برای ارائهٔ اطلاعات تکمیلی یا گفتگو و گفتار ظاهر می‌شود.
میان‌نویس مورد استفاده برای رساندن منظور مکالمات بین دو یا چند شخصیت فیلم را، «میان‌نویس گفتگو» (به انگلیسی: dialogue intertitles) نامیده و بکار بردن آن برای ارائهٔ شرح/روایت داستان فیلم را، «میان‌نویس توضیحی» (به انگلیسی: expository intertitles) گویند.

## دوران فیلم صامت
به نوشته‌های میان تصاویر یا سکانس‌های فیلم صامت که آن نما یا سکانس را توضیح می‌دهد، میان‌نویس گفته می‌شود؛ و گاه با صدای رویِ پرده همراه است.
پس از آن که فیلم‌ها به اندازه کافی طولانی و بنا به ضرورت با جزئیات شد، ارائهٔ گفتگوها و نقل به معنا از وقایع تصویری، برای معنا دادن به رویدادهای فیلم، به شکل نمایش دادن میان‌نویس، به یکی از عوامل اصلی فیلم‌های صامت تبدیل شد. پژوهشگر فیلم، کامیلا الیوت یکی از اولین موارد استفاده از میان‌نویس را فیلم بریتانیایی اسکروج یا شبح مارلی در سال ۱۹۰۱ میلادی، عنوان می‌کند.
در سال ۱۹۲۹ میلادی نخستین دوره جوایز اسکار، شامل جایزه‌ای با عنوان «بهترین میان‌نویس نوشته شده» بود که به جوزف دابلیو. فارنهم تعلق گرفت. با ظهور فیلم ناطق، این جایزه هرگز دوباره اهداء نشد.

## در ایران
چون فیلم‌های صامت خارجی عموماً با میان‌نویس همراه بودند و در فواصل زمانی مشخصی خلاصه‌ای از رویداد صحنه یا بعضی از دیالوگ‌های خاص را به صورت میان‌نویس نشان می‌دادند؛ در تماشاخانه‌های ایران، برای حل این مشکل از پرده‌خوان‌ها استفاده کردند؛ بدین معنا که یک مترجم، میان‌نویس‌ها را ترجمه و توضیح می‌داد.